# Scholengemeenschap Spieringshoek
Scholengemeenschap Spieringshoek is een katholieke scholengemeenschap in Schiedam. Spieringshoek is een scholengemeenschap voor gymnasium, atheneum en havo. Op de school, die gevestigd is aan de rand van Schiedam, zitten leerlingen uit Schiedam, Vlaardingen, Maassluis, Maasland, Hoek van Holland, Pernis, Hoogvliet, Albrandswaard (Rhoon en Poortugaal) en Spijkenisse. De instelling heeft ongeveer 1400 leerlingen.
In 1956 werd het Sint Liduina Lyceum opgericht, genoemd naar de heilige Liduina van Schiedam. In 1961 werd de school door de paters Augustijnen overgenomen. Toen werd de naam veranderd in Liduinalyceum Spieringshoek en vervolgens in Scholengemeenschap Spieringshoek. De roos die nog steeds in het logo van Spieringshoek te vinden is, is symbool van Liduina, en kwam ook voor in het wapenschild van de heren van Spieringshoek. Hun kasteel stond ooit in de directe omgeving van waar nu de school is.
Er is een samenwerkingsrelatie met de St.-Jozefmavo in Vlaardingen. Vanaf 1990 is er een band met twee internationale bedrijven die gevestigd zijn in het Rijnmondgebied.

## Schooltypen
De MMS en HBS verdwenen als opleidingen aan het eind van de jaren zestig. Het gymnasium bleef als schooltype, maar verdween in 1961 voor korte tijd van Spieringshoek om er in 1966 terug te keren. Het atheneum en de havo zijn inmiddels de belangrijkste schooltypen geworden. Naast deze twee ontwikkelde Spieringshoek vanaf 2000 het gymnasium plus en het vwo plus. Dit trok extra leerlingen. 
De eerste rector was Dr. J.A.M. van der Linden, in 1961 opgevolgd door pater Dr. J.J. Lub. Latere rectoren van de school waren onder meer Henk Schoenmakers, Hans Timmermans en Rob van Oevelen.
In 2011 was Spieringshoek winnaar van de SLAM!Schoolawards.